# Grande Prêmio do Brasil de 1996
Resultados do Grande Prêmio do Brasil de Fórmula 1 realizado em Interlagos em 31 de março de 1996. Segunda etapa da temporada, teve como vencedor o britânico Damon Hill, da Williams-Renault, com Jean Alesi, da Benetton-Renault, em segundo e Michael Schumacher em terceiro pela Ferrari.

## Relatório da prova

### Treinos
Damon Hill assegurou a posição de honra num treino onde o destaque foi o segundo lugar de Rubens Barrichello que pôs sua Jordan entre os carros da Williams visto que Jacques Villeneuve ficou em terceiro lugar. Foi o melhor grid de largada do brasileiro desde a pole position obtida na Bélgica em 1994. Em sentido inverso, Pedro Paulo Diniz e o estreante Tarso Marques foram punidos por cometerem infrações no treino oficial e ficaram na última fila. Por não sair do pit lane no tempo regulamentar, Johnny Herbert largou dos boxes com sua Sauber.
Como a pista estava molhada os pilotos tentaram adiar a largada, mas a direção de prova não acatou tal sugestão.

### Corrida
Hill conservou a liderança enquanto Villeneuve e Alesi puseram Barrichello na quarta posição adiante de Schumacher num minueto que durou vinte e quatro voltas quando o alemão foi aos boxes. Atrapalhado pelo tráfego de uma Forti, Villeneuve rodou e saiu da pista na volta vinte e seis quando tentava se defender de Alesi; nesse mesmo giro Gerhard Berger sofreu pane hidráulica e deixou a prova. Por causa de um escorregão de Alesi no molhado, Barrichello tornou-se vice-líder cinco segundos à frente do francês da Benetton, mas logo Alesi retomou o posto quando a Jordan chamou seu corredor para os boxes devolvendo-o à corrida em quarto lugar.
Passadas quarenta voltas a Williams chamou Hill para os boxes e o devolveu à competição com pneus lisos, opção imitada por Alesi, Schumacher e Barrichello. Em virtude desse rearranjo o britânico retomou a liderança vinte e cinco segundos à frente de Alesi enquanto Schumacher viu sua diferença para Barrichello esvair conforme o brasileiro apertava o ritmo e logo eles brigariam pelo terceiro lugar. Girando mais rápido que seu rival, o piloto da Jordan armou o bote aproximando-se por mais de uma vez de Schumacher, todavia uma falha nos freios levou Barrichello para fora da pista ao final da reta oposta na volta cinquenta e nove.
Sem maiores preocupações os lugares no pódio foram preenchidos por Damon Hill, que venceu pela primeira vez em Interlagos e conquistou 15 vitórias, superando o número de triunfos de seu pai, Graham Hill. Em segundo e terceiro lugares cruzaram Jean Alesi e Michael Schumacher, conquistando assim os primeiros pódios por Benetton e Ferrari, respectivamente.

## Classificação da prova

### Treino oficial
| 1                         | 5  | Damon Hill            | Williams-Renault   | 1:18.111  |         |
| 2                         | 11 | Rubens Barrichello    | Jordan-Peugeot     | 1:19.092  | + 0.981 |
| 3                         | 6  | Jacques Villeneuve    | Williams-Renault   | 1:19.254  | + 1.143 |
| 4                         | 1  | Michael Schumacher    | Ferrari            | 1:19.474  | + 1.363 |
| 5                         | 3  | Jean Alesi            | Benetton-Renault   | 1:19.484  | + 1.373 |
| 6                         | 12 | Martin Brundle        | Jordan-Peugeot     | 1:19.519  | + 1.408 |
| 7                         | 7  | Mika Häkkinen         | McLaren-Mercedes   | 1:19.607  | + 1.496 |
| 8                         | 4  | Gerhard Berger        | Benetton-Renault   | 1:19.762  | + 1.651 |
| 9                         | 15 | Heinz-Harald Frentzen | Sauber-Ford        | 1:19.799  | + 1.688 |
| 10                        | 2  | Eddie Irvine          | Ferrari            | 1:19.951  | + 1.840 |
| 11                        | 19 | Mika Salo             | Tyrrell-Yamaha     | 1:20.000  | + 1.889 |
| 12                        | 14 | Johnny Herbert        | Sauber-Ford        | 1:20.144  | + 2.033 |
| 13                        | 17 | Jos Verstappen        | Footwork-Hart      | 1:20.157  | + 2.046 |
| 14                        | 8  | David Coulthard       | McLaren-Mercedes   | 1:20.167  | + 2.056 |
| 15                        | 9  | Olivier Panis         | Ligier-Mugen/Honda | 1:20.426  | + 2.315 |
| 16                        | 18 | Ukyo Katayama         | Tyrrell-Yamaha     | 1:20.427  | + 2.316 |
| 17                        | 16 | Ricardo Rosset        | Footwork-Hart      | 1:20.440  | + 2.329 |
| 18                        | 20 | Pedro Lamy            | Minardi-Ford       | 1:21.491  | + 3.380 |
| 19                        | 22 | Luca Badoer           | Forti-Ford         | 1:23.174  | + 5.063 |
| 20                        | 23 | Andrea Montermini     | Forti-Ford         | 1:23.454  | + 5.343 |
| Limite dos 107%: 1:23.579 |    |                       |                    |           |         |
| 21                        | 21 | Tarso Marques         | Minardi-Ford       | Sem tempo |         |
| 22                        | 10 | Pedro Paulo Diniz     | Ligier-Mugen/Honda | Sem tempo |         |
| Fonte:                    |    |                       |                    |           |         |

### Corrida
| Pos.   | Nº | Piloto                | Construtor         | Voltas | Tempo/Diferença | Grid | Pontos |
| ------ | -- | --------------------- | ------------------ | ------ | --------------- | ---- | ------ |
| 1      | 5  | Damon Hill            | Williams-Renault   | 71     | 1:49:52.976     | 1    | 10     |
| 2      | 3  | Jean Alesi            | Benetton-Renault   | 71     | + 17.982        | 5    | 6      |
| 3      | 1  | Michael Schumacher    | Ferrari            | 70     | + 1 volta       | 4    | 4      |
| 4      | 7  | Mika Häkkinen         | McLaren-Mercedes   | 70     | + 1 volta       | 7    | 3      |
| 5      | 19 | Mika Salo             | Tyrrell-Yamaha     | 70     | + 1 volta       | 11   | 2      |
| 6      | 9  | Olivier Panis         | Ligier-Mugen/Honda | 70     | + 1 volta       | 15   | 1      |
| 7      | 2  | Eddie Irvine          | Ferrari            | 70     | + 1 volta       | 10   |        |
| 8      | 10 | Pedro Paulo Diniz     | Ligier-Mugen/Honda | 69     | + 2 voltas      | 22   |        |
| 9      | 18 | Ukyo Katayama         | Tyrrell-Yamaha     | 69     | + 2 voltas      | 16   |        |
| 10     | 20 | Pedro Lamy            | Minardi-Ford       | 68     | + 3 voltas      | 18   |        |
| 11     | 22 | Luca Badoer           | Forti-Ford         | 67     | + 4 voltas      | 19   |        |
| 12     | 12 | Martin Brundle        | Jordan-Peugeot     | 64     | Spun off        | 6    |        |
| Ret    | 11 | Rubens Barrichello    | Jordan-Peugeot     | 59     | Spun off        | 2    |        |
| Ret    | 15 | Heinz-Harald Frentzen | Sauber-Ford        | 36     | Motor           | 9    |        |
| Ret    | 8  | David Coulthard       | McLaren-Mercedes   | 29     | Spun off        | 14   |        |
| Ret    | 14 | Johnny Herbert        | Sauber-Ford        | 28     | Motor           | 12   |        |
| Ret    | 6  | Jacques Villeneuve    | Williams-Renault   | 26     | Spun off        | 3    |        |
| Ret    | 4  | Gerhard Berger        | Benetton-Renault   | 26     | Pane hidráulica | 8    |        |
| Ret    | 23 | Andrea Montermini     | Forti-Ford         | 26     | Spun off        | 20   |        |
| Ret    | 16 | Ricardo Rosset        | Footwork-Hart      | 24     | Spun off        | 17   |        |
| Ret    | 17 | Jos Verstappen        | Footwork-Hart      | 19     | Motor           | 13   |        |
| Ret    | 21 | Tarso Marques         | Minardi-Ford       | 0      | Spun off        | 21   |        |
| Fonte: |    |                       |                    |        |                 |      |        |

## Tabela do campeonato após a corrida
| Pos. | Piloto             | Pontos |
| ---- | ------------------ | ------ |
| 1    | Damon Hill         | 20     |
| 2    | Jean Alesi         | 6      |
| 3    | Jacques Villeneuve | 6      |
| 4    | Mika Häkkinen      | 5      |
| 5    | Michael Schumacher | 4      |

| Pos. | Construtor       | Pontos |
| ---- | ---------------- | ------ |
| 1    | Williams-Renault | 26     |
| 2    | Benetton-Renault | 9      |
| 3    | Ferrari          | 8      |
| 4    | McLaren-Mercedes | 5      |
| 5    | Tyrrell-Yamaha   | 3      |

- Nota: Somente as primeiras cinco posições estão listadas.